# Cleveland Circle (Metro de Boston)
Cleveland Circle  es una estación terminal en el Ramal C de la línea Verde del Metro de Boston. La estación se encuentra localizada en Beacon Street y Chestnut Hill Avenue en Boston, Massachusetts. La estación Cleveland Circle fue inaugurada en 1932. La Autoridad de Transporte de la Bahía de Massachusetts es la encargada por el mantenimiento y administración de la estación.

## Descripción
La estación Cleveland Circle cuenta con 2 plataformas laterales y 2 vías. 

## Conexiones
La estación es abastecida por las siguientes conexiones: 
- Rutas de autobuses: 51 y 86